# Leżajsk (Landgemeinde)
Die Gmina wiejska Leżajsk ist eine Landgemeinde im Powiat Leżajsk der Woiwodschaft Karpatenvorland in Polen, Sitz der Gemeinde ist die Stadt Leżajsk, die jedoch der Gmina nicht angehört. Die Gmina hat eine Fläche von 198,5 km² und 20.256 Einwohner (Stand 31. Dezember 2020).

## Gliederung
Zur Landgemeinde Leżajsk gehören folgende 12 Ortschaften mit einem Schulzenamt:
Brzóza Królewska
Chałupki Dębniańskie
Dębno
Giedlarowa (Gillershof)
Gwizdów-Biedaczów
Hucisko
Maleniska
Piskorowice
Przychojec
Rzuchów
Stare Miasto
Wierzawice.
Weitere Ortschaften der Landgemeinde sind Kudłacz und Zerwanka.

## Baudenkmale

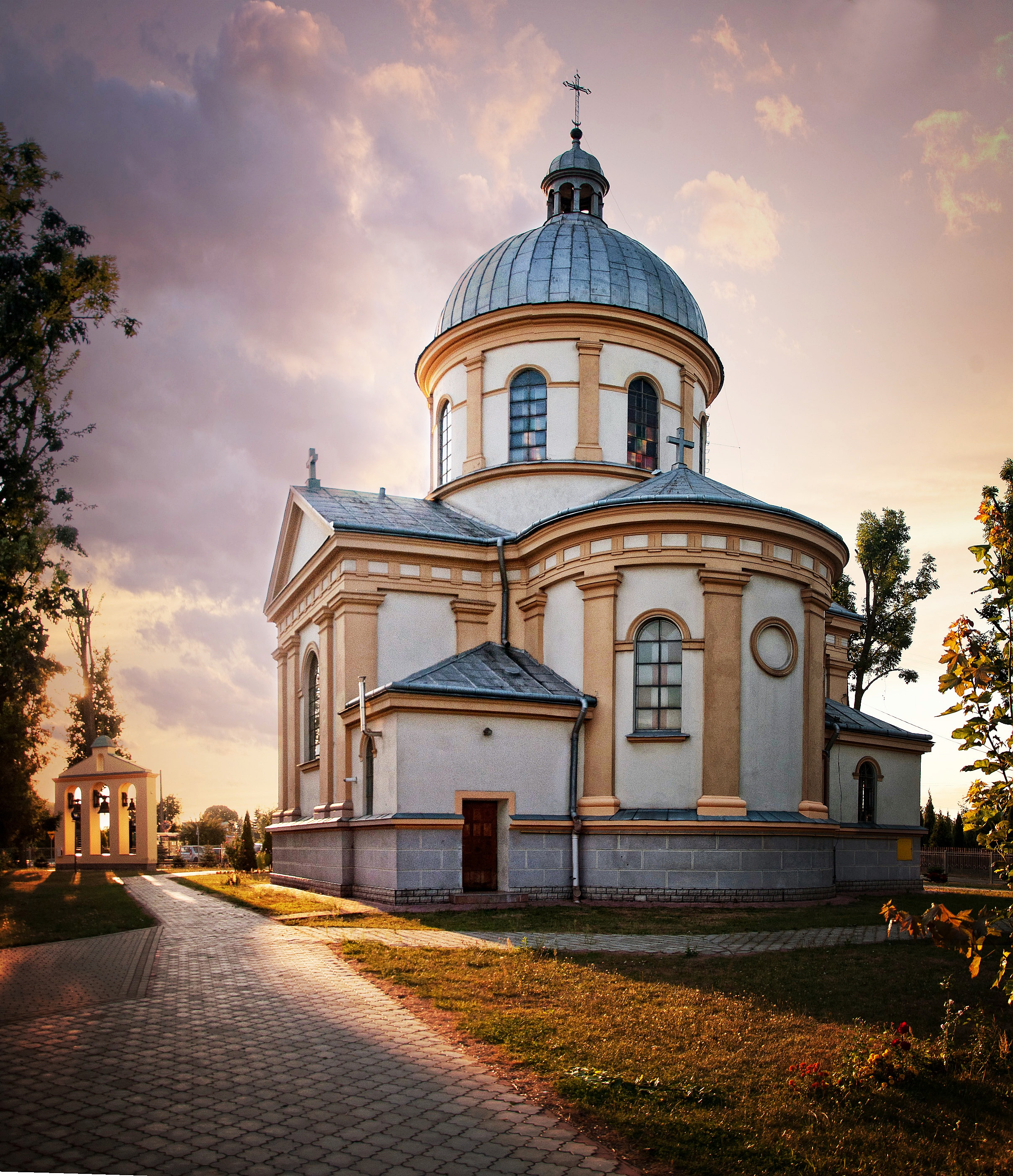
Kirche in Stare Miasto

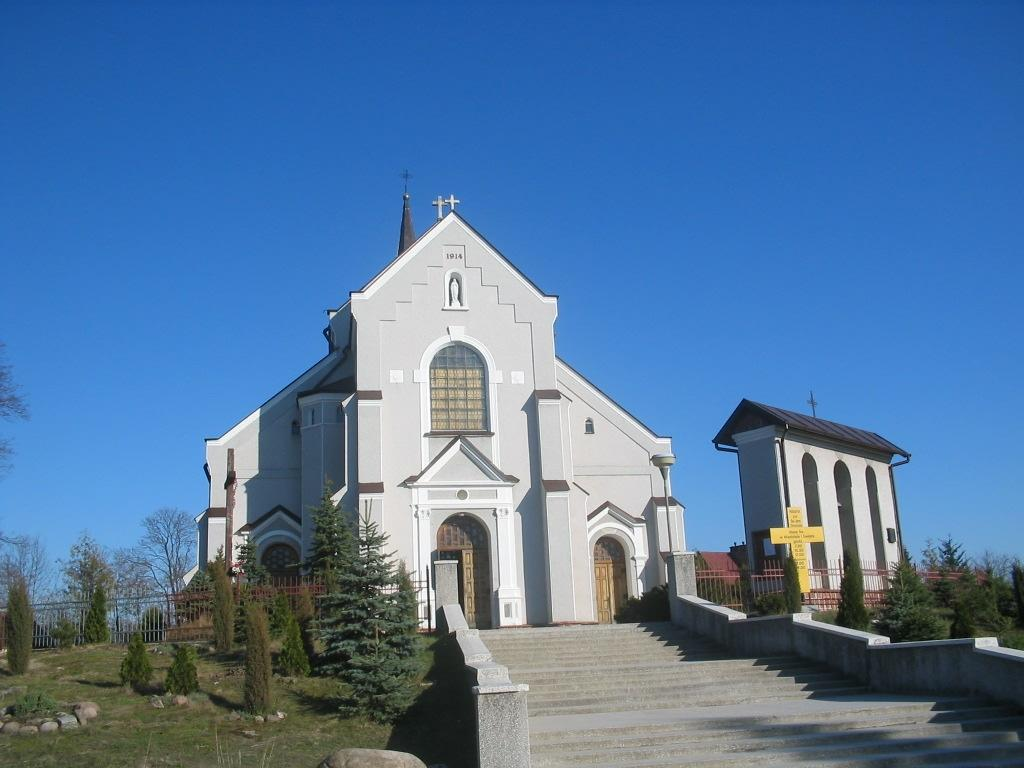
Kirche in Brzóza Królewska

- Ehemals griechisch-katholische Kirche in Stare Miasto (19. Jahrhundert)
- Kirche in Brzóza Królewska
- Kirche in Giedlarowa[2].